# Asplenia
Per asplenia si intende un'insufficienza funzionale della milza a causa di un'asportazione chirurgica (splenectomia), un'assenza o un'ipoplasia congenita.
Può presentarsi in caso di bilateralità destra.